# میرزا قشلاق
میرزا قشلاق (به ترکی آذربایجانی: Mirzəqışlaq) یک منطقه مسکونی در جمهوری آذربایجان است که در شهرستان قوبا واقع شده است. میرزا قشلاق ۶۲۹ نفر جمعیت دارد.